# 鬼眼開
《鬼眼開》是一部于2017年上映的电影。

## 发布
此片于2017年11月30日在印度尼西亚电影院上映。一年后，在Netflix上发布
。

## 外部連結
- 豆瓣电影上《鬼眼開》的資料 （简体中文）
- 互联网电影数据库（IMDb）上《鬼眼開》的资料（英文）